# سوبر بي
سوبر بي! (بالإنجليزية: The Mighty B!)‏ هو مسلسل كرتون تلفزيوني أمريكي اشترك في إنتاجه آيمي بولر، سينثيا ترو وإريك فيسه على نكلوديون. يروي المسلسل قصة بيسي هيغنبوتم، وهي فتاة كشافة طموحة تعتقد انها ستصبح سوبر بي (بطلة خارقة) إذا جمعت كل شارات الكشافة. تعيش بيسي في سان فرانسيسكو مع والدتها هيلاري، وشقيقها بن وكلبها هابي. قدمت بولر صوت بيسي بنفسها، والتي استقتها من شخصية لعبتها بولر على فرق الكوميديا الارتجالية سكند سيتي وأبرايت سيتيزنز بريغيد.
عرضت الحلقة الأولى في 26 أبريل 2008، وذلك في الصباح بعد عرض فيلم أم طفلة لبولر. وقد جمع البرنامج منذ بدايتها بما متوسطه 3.1 مليون مشاهد. وفي الربع الثاني من عام 2008، ظهر في المرتبة بين أفضل خمسة برامج كرتون على شاشة التلفزيون.
في سبتمبر 2008، تم تجديد البرنامج للموسم الثاني مع 20 حلقة عرضت بداية من يوم 21 سبتمبر 2009. وكان موسم الثاني هو الأخير، بما أن المسلسل لم يظهر في قائمة نكلوديون للعروض المجددة للموسم التلفزيوني 2010-2011. عرضت الحلقة الأخيرة على نيكتونز في 16 يناير 2010، وعرضت بقية حلقات الموسم الثاني على نيكتونز حتى يونيو 2011. وقد رشح المسلسل لستة جوائز آني وجوائز أربعة ايمى للبرامج النهارية، وفاز بواحدة للإنجاز الفردي المتميز في الرسوم المتحركة. وقد ترشح لجائزة أرتيوس واحدة وترشح لجائزة البكرة الذهبية.

## الأصوات العربية
- إيمان عياد (بيسي)
- رانيا رفيق (باميلا)
- شيماء شعلان (بيني)
- ولاء أسامة (جوين)
- وصال عبد العزيز (بن)
- عمرو مقبل (بابي)
- لبنى ونس (هيلاري)
- نها وجدي (ماري)
- عزت غانم
- أماني البحطيطي
- كريم الحسيني
- مصطفى البراء
- نهى قيس
- وحيد أسامة
- ياسمين ياسر
- يوسف العوضي

## الجوائز
حصل المسلسل وطاقم العمل على 6 جوائز آني  ، كما أنه رشِّح لأربعة جوائز من جائزة إيمي داي تايم [الإنجليزية] وقد فاز بواحدة  ، ورشِّح أيضًا لجائزة Artios Award ‏ ، ورشِّح أيضًا لجائزة Golden Reel Award ‏.
| الجائزة                                | الفئة                                                                 | المرشح                             | النتيجة |
| -------------------------------------- | --------------------------------------------------------------------- | ---------------------------------- | ------- |
| 2009 Golden Reel Awards ‏               | أفضل مونتاج صوتي – الرسوم المتحركة التلفزيون                          |                                    | رُشِّح     |
| 2009 Artios Awards                     | الإنجاز المتميز في الإلقاء - رسوم متحركة البرامج التلفزيونية          | سارة نونان                         | رُشِّح     |
| 2009 جائزة آني                         | أفضل إنتاج تلفزيوني في الرسوم المتحركة للأطفال                        |                                    | رُشِّح     |
| 2009 جائزة آني                         | أفضل تصميم إنتاج في إنتاج الرسوم المتحركة أو صورة قصيرة               | سيانا كونغ For "النحل الصبور"      | رُشِّح     |
| 2009 جائزة آني                         | Best Storyboarding in an Animated Television Production or Short Form | Eddie Trigueros For "Name Shame"   | رُشِّح     |
| 2009 جائزة إيمي داي تايم [الإنجليزية]s | Outstanding Individual Achievement in Animation                       | Larry Murphy                       | فوز     |
| 2009 جائزة إيمي داي تايم [الإنجليزية]s | Outstanding Performer in an Animated Program                          | إيمي بويهلر                        | رُشِّح     |
| 2010 جائزة آني                         | أفضل إنتاج تلفزيوني في الرسوم المتحركة للأطفال                        |                                    | رُشِّح     |
| 2010 جائزة آني                         | Best Character Design in a Television Production                      | Bryan Arnett For "Catatonic"       | رُشِّح     |
| 2010 جائزة آني                         | Best Storyboarding in a Television Production                         | Sunil Hall For "Catatonic"         | رُشِّح     |
| 2010 جائزة إيمي داي تايم [الإنجليزية]s | الأداء المتميز في برامج الرسوم المتحركة                               | إيمي بويهلر                        | رُشِّح     |
| 2010 جائزة إيمي داي تايم [الإنجليزية]s | إخراج متميز في برامج الرسوم المتحركة                                  | إريك فيسه اليكس كيروان سينيثيا ترو | رُشِّح     |

## وصلات خارجية
- Official website
- سوبر بي على موقع IMDb (الإنجليزية)
- سوبر بي على موقع ميتاكريتيك (الإنجليزية)
- سوبر بي على موقع روتن توميتوز (الإنجليزية)
- سوبر بي على موقع كينوبويسك (الروسية)
- سوبر بي على موقع ألو سيني (الفرنسية)
- سوبر بي على موقع قاعدة بيانات الفيلم (الإنجليزية)
- The Mighty B! في قاعدة بيانات الرسوم المتحركة الكبيرة